# 한국청소년디자인전람회

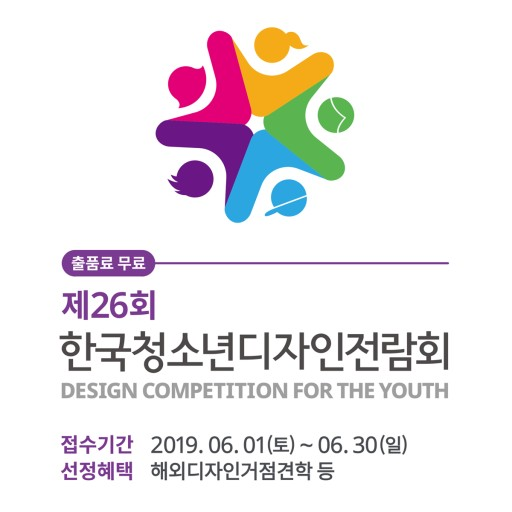
제26회 한국청소년디자인전람회

한국청소년디자인전람회는 청소년들에게 디자인의 중요성을 인식시키고 창의력과 재능을 겸비한 디자인 인재를 조기에 발굴하여 차세대 디자인 인재로 육성하고자 산업통상자원부가 주최하고 한국디자인진흥원이 주관하는 청소년 디자인 공모전이다.

## 역사
- 1994년 6월 1일 《제1회 전국 중·고등학생 산업디자인공모전》을 개최했다. 동양권 최초로 청소년을 대상으로 한 디자인 전람회였으며 총 1,157점이 출품되었고 419명의 수상자를 배출했다.[1][2]
- 같은 해 9월 제1회 전국 초등학생 산업디자인공모전에는 3,221점이 출품되어 792명의 수상자를 배출했다.[3][2]
- 처음에는 초등학교와 중·고등학교를 분리해 행사를 열었지만, 질적 수준 향상과 내실화를 위해 여름방학 후인 9월 말에서 10월 초에 동시에 개최하는 방식으로 변경하고 명칭도 공모전에서 전람회로 바꾸었다. 2000년 7회차에 초등학교 부문과 중고등학교 부문이 통합되었다.[2]
- 2001년  '전국초중고등학생산업디자인전람회'에서 '한국청소년디자인전람회'로 변경하고 전국적인 디자인행사로 확대하기 위해 지방 접수를 처음 실시했다.[4]
- 2009년 초에 1회부터 15회까지 수상한 학생들을 대상으로 진로 현황을 조사한 결과 213명 가운데 158명(74%)이 디자인학과를 졸업 하거나 재학 중이었다.[2]
- 26회를 맞이한 2019년은 ‘나이에 상관없이 초·중·고등학교 재(휴)학 중인 사람’과 ‘8~19세 사이의 청소년’들을 대상으로 제품디자인, 시각/정보 디자인, 디지털미디어/콘텐츠 디자인, 공간/환경 디자인, 패션/텍스타일 디자인, 서비스/경험디자인, 산업공예 디자인 등 7개 분야로 나누어 공모를 진행했다.[5] 수상자는 KIDP 어워드 통합 멘토링에 참여해 역대 수상자들과 네트워킹의 기회를 갖고, 해외 주요 디자인 거점을 찾아 디자인 선진 사례를 배우는 ‘해외 디자인 견학’, 국내 최대 규모의 디자인 박람회인 《디자인코리아페스티벌 2019》에 작품을 전시하고 홍보를 지원 받는 등의 혜택을 받았다.[2]
- 2020년부터 대한민국디자인전람회의 YOUTH 부문으로 통합되어 운영되었다.[6]